# Porc tibétain

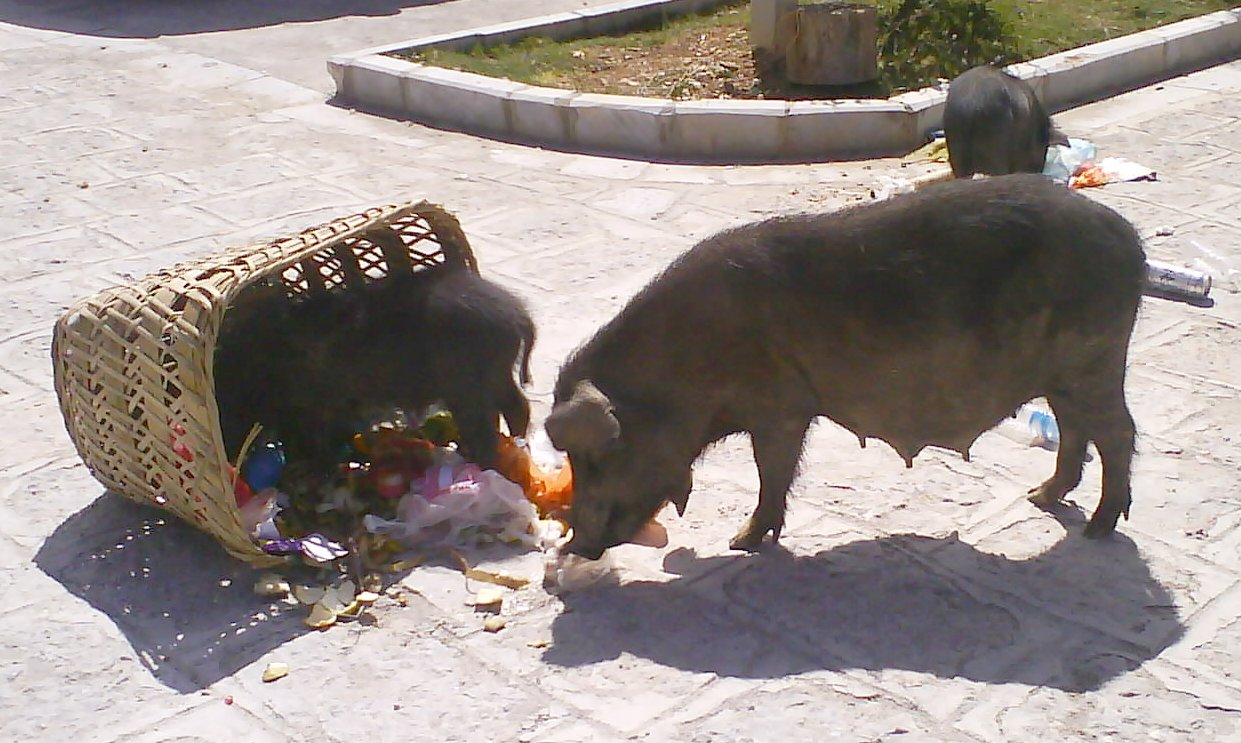
Truie tibétaine et deux de ses cochonnets.

Le porc tibétain (chinois simplifié : 藏猪 ; pinyin : zàng zhū ; litt. « porc tibétain ») est une race de porc des hauts plateaux du Tibet.
Des ossements de porc sur le site archéologique de Karuo (卡若遗址), dans le District de Karuo (autrefois xian de Chamdo), à Chamdo, dans la province du Sichuan, pourraient suggérer que le porc y est élevé depuis 5 000 ans. Kanuo est un site datant de l'âge de la pierre

## Caractéristiques
Il est principalement distribué autour du bassin de drainage du fleuve Brahmapoutre.
Il vit à des altitudes de 2500 à 3500 mètres. À ces altitudes du plateau du Tibet, les températures estivales vont de 7 à 12 °C à et hivernales jusqu'à −12 °C. Il y a 110 à 190 jours par an sans gelées.

## Culture tibétaine
Dans le lamaïsme, Samding Dojêpagmo Zhügu (signifiant « La Truie de diamant »), Vajravarahi en sanskrit est la plus haute incarnation féminine dans les divinités bouddhiques.
L'abbesse de la lamaserie de Samding, sur le lac Yamdrok, véritable papesse du lamaïsme, est considérée comme une de ses réincarnations.